# Daegu

Logo der Stadt

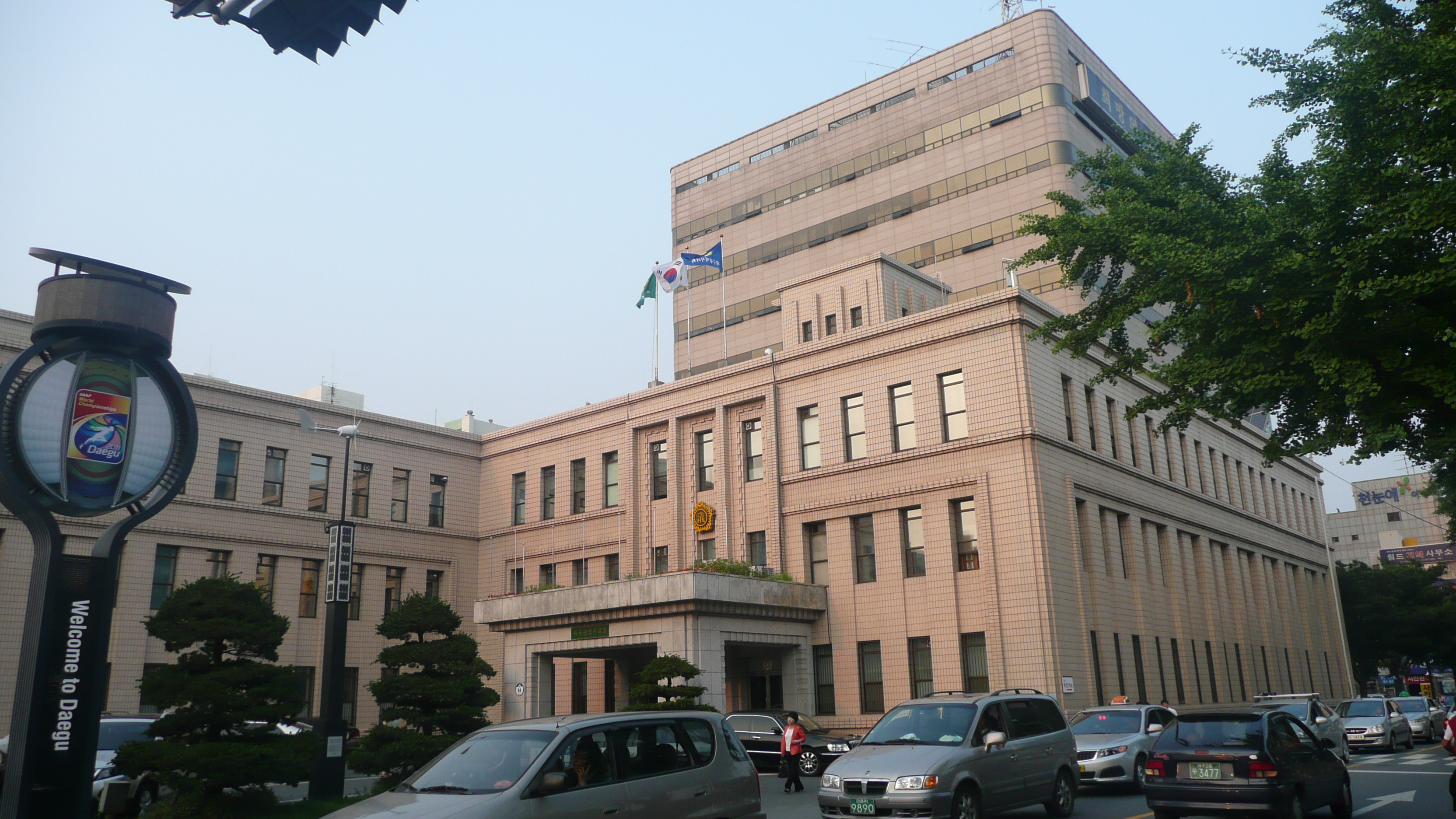
Rathaus der Stadt

Daegu (koreanisch 대구 Daegu, [tɛɡu]), MCR: Taegu, offiziell Daegu Metropolitan City, ist eine Stadt in der Provinz Gyeongsangbuk-do in Südkorea. 
Daegu liegt rund 240 Kilometer von Seoul im Südosten des Landes und ist mit fast 2,5 Millionen Einwohnern die viertgrößte Stadt Südkoreas nach Seoul, Incheon und Busan. Politisch bildet sie eine unabhängige Einheit. Die Fläche der Stadt beträgt heute 883,7 km², die Höhenlage erstreckt sich von 50 Metern in Flussnähe bis zu 600 Metern auf den Bergketten. Die Stadt liegt am Nakdong-Fluss, dem längsten Fluss Südkoreas. 
Daegu ist ein nationales Zentrum für Elektro- und Textilindustrie in Südkorea. Zahlreiche bekannte koreanische Unternehmen wie der Samsung-Konzern, TaeguTec und Kolon Industries wurden in Daegu gegründet. Aufgrund des subtropischen Klimas ist die Region um Daegu zudem eines der wichtigsten Obstanbaugebiete des Landes.

## Geschichte
Ihr altkoreanischer Name, mit derselben semantischen Lesart wie für 대구 Daegu lautet Dalgubeol („großes Feld“).
Nur wenige archäologische Funde belegen die 2500-jährige Geschichte. Der Name Daegu geht auf das Jahr 757 n. Chr. zurück und ist vermutlich auf eine bronzezeitliche Lehmfestung zurückzuführen.
Daegu ist bereits seit langer Zeit das administrative, kulturelle und wirtschaftliche Zentrum des koreanischen Südostens. Zwischen 1392 und 1910, während der Zeit der Joseon-Dynastie und Groß-Koreas, war Daegu die Hauptstadt der Provinz Gyeongsang, die 1896 in mehrere Teile gespalten wurde. In dieser Zeit entstanden in Daegu wichtige nationale Märkte, insbesondere der Yangnyeongsi-Markt für Pflanzenheilkunde und der Seomun-Markt, der drittgrößte Markt während der Joseon-Ära.
Im Jahr 1905 wurde die alte Festungsmauer zerstört. Zwischen 1910 und 1945 war Korea Teil des Japanischen Kaiserreichs. Da Japanisch in dieser Zeit Nationalsprache war, wurde der Stadtname 大邱 japanisch Taikyū gelesen.
Nach dem Koreakrieg wuchs die Stadt explosionsartig; inzwischen hat sich die Bevölkerung mehr als verzehnfacht.
Am 28. Februar 1960 verboten die dem Regime von Rhee Syng-man ergebenen Behörden den Oberschülern der Stadt, an einer Wahlveranstaltung der Opposition teilzunehmen. Dies führte zu großen Unruhen und gewaltsamen Unterdrückungsversuchen, was wiederum heftige Proteste auch in anderen Städten auslöste und als „Daegu Democracy Movement“ in die Geschichtsbücher einging. Rhee Syng-man musste schließlich mit Hilfe der CIA nach Hawaii ausgeflogen werden.
Am 14. Mai 1981 kam es in der Nähe von Daegu zu einem schweren Eisenbahnunfall: An einem Bahnübergang erfasste ein Schnellzug von Pusan nach Seoul ein Motorrad, bremste und blieb stehen. Ein folgender Nahverkehrszug fuhr auf, entweder weil eine Signalstörung vorlag oder weil der Lokomotivführer des zweiten Zugs ein „Halt“ gebietendes Signal nicht beachtete. 54 Menschen starben.
2002 war Daegu Austragungsort für vier Spiele der Fußball-Weltmeisterschaft, darunter auch das Spiel um Platz 3 zwischen Südkorea und der Türkei.
Am 18. Februar 2003 löste ein offenbar geistig verwirrter Attentäter in der Innenstadt durch Brandstiftung in Feuer in der U-Bahn aus mit weit über 100 Todesopfern.
2011 war Daegu Gastgeber der 13. Leichtathletik-Weltmeisterschaften.
Mitte Februar 2020 geriet die Stadt durch einen COVID-19-Infektionscluster auch international ins Rampenlicht.
Zum 1. Juli 2023 wurde der Landkreis Gunwi Teil von Daegu.

## Jetzige Situation
Durch seine Binnenlage (heißeste Stadt im Sommer, kälteste Stadt im Winter) ist Daegu ideal für den Apfelanbau, den ein amerikanischer Missionar um 1880 einführte.
Heute ist die Stadt führend in der Textilindustrie des Landes und gilt auch als Modezentrum. Das Warenangebot ist üppig. Die Stadt weist 21 Prozent aller Textilmanufakturen und 61 Prozent aller Stoffproduzenten des Landes auf. Daneben gibt es auch eine bedeutsame Metallverarbeitungs- und Maschinenbauindustrie. Seit Jahrhunderten ist die Stadt auch Zentrum des Handels mit medizinischen Kräutern.
Das höchste Bauwerk der Stadt ist der 202 Meter hohe TV-Turm 83 Tower. Die Stadt wird von zwei Flüssen durchflossen. Im Norden der Stadt fließt von Osten nach Westen der Geumhogang (Gang = ‚Fluss‘), durch das Stadtzentrum fließt der Sincheon (Cheon = ‚Bach‘, ‚kleiner Fluss‘). Beide Flüsse werden von langgestreckten Parks und Promenaden begleitet, die eine hohe Naherholungsfunktion innerhalb der Großstadt erfüllen.
Etwa 60 km westlich der Stadt liegt der im Jahre 802 erbaute buddhistische Haein-Tempel (Haeinsa). Er hütet unter anderem als umfassendste Sammlung buddhistischer Texte in Asien die über 80.000 Holzdruckplatten der Tripitaka Koreana.
Die Talsong-Festung Daegus ist eine nationale Touristenattraktion. Diese ehemalige Festung hat die Stadt über Jahrhunderte vor wilden Tieren, Vagabunden und gewaltsamen Überfällen beschützt.
Der Yangnyeongsi (藥令市) genannte Arzneimittelmarkt von Daegu ist mit einer Geschichte von 350 Jahren der älteste derartige Markt in Korea. Er wurde nach der Annexion des Landes durch Japan Anfang des 20. Jahrhunderts an den heutigen Ort verlegt und spielt noch immer eine wichtige Rolle in der Versorgung Koreas mit traditioneller Medizin.
Daegu hat fünf Universitäten. Die bedeutendste ist die 1946 gegründete Kyongpook Nationaluniversität, die zentral in einem weitläufigen Campusgelände liegt. Die 1398 gegründete ehemalige konfuzianische Lehranstalt Daegu Hyanggyo zog 1973 an ihren jetzigen Standort und dient heute als Schule für klassisches Chinesisch und koreanische Etikette.

## Stadtgliederung
|                           |            |            |           |              |
| Bezirk                    | Hangul     | Hanja      | Einwohner | Fläche (km²) |
| Jung-gu („Zentralbezirk“) | 중구       | 中區       | 80.199    | 7,06         |
| Dong-gu („Ostbezirk“)     | 동구       | 東區       | 339.530   | 182,15       |
| Seo-gu („Westbezirk“)     | 서구       | 西區       | 159.827   | 17,32        |
| Nam-gu („Südbezirk“)      | 남구       | 南區       | 141.519   | 17,43        |
| Buk-gu („Nordbezirk“)     | 북구       | 北區       | 430.912   | 93,99        |
| Suseong-gu                | 수성구     | 壽城區     | 411.553   | 76,54        |
| Dalseo-gu                 | 달서구     | 達西區     | 536.989   | 62,37        |
| Dalseong-gun              | 달성군     | 達城郡     | 263.162   | 428.36       |
| Gunwi-gun                 | 군위군     | 軍威郡     | 23.340    | 614,31       |
| Daegu gesamt              | 대구광역시 | 大邱廣域市 | 2.387.031 | 1499.53      |
| Stand: 31. Dezember 2022  |            |            |           |              |

## Wirtschaft

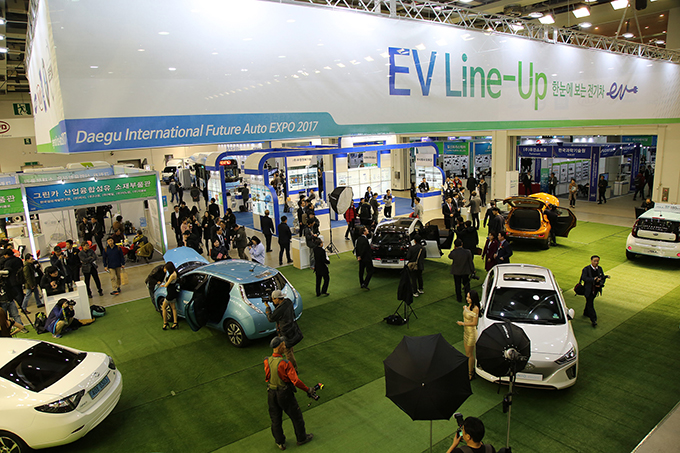
Daegu International Future Auto EXPO 2017
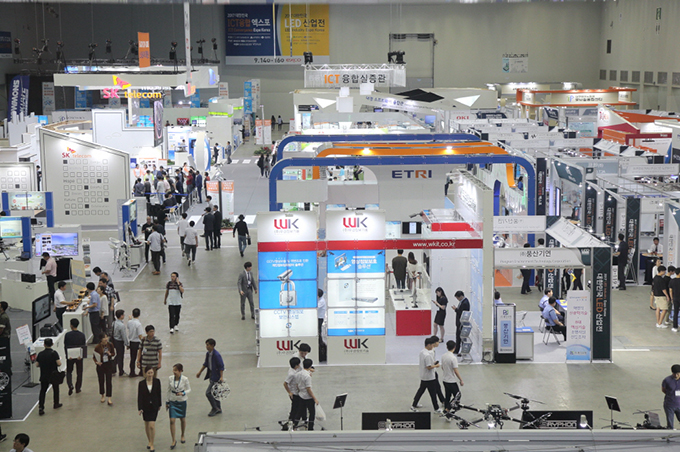
Korean ICT Convergence Expo
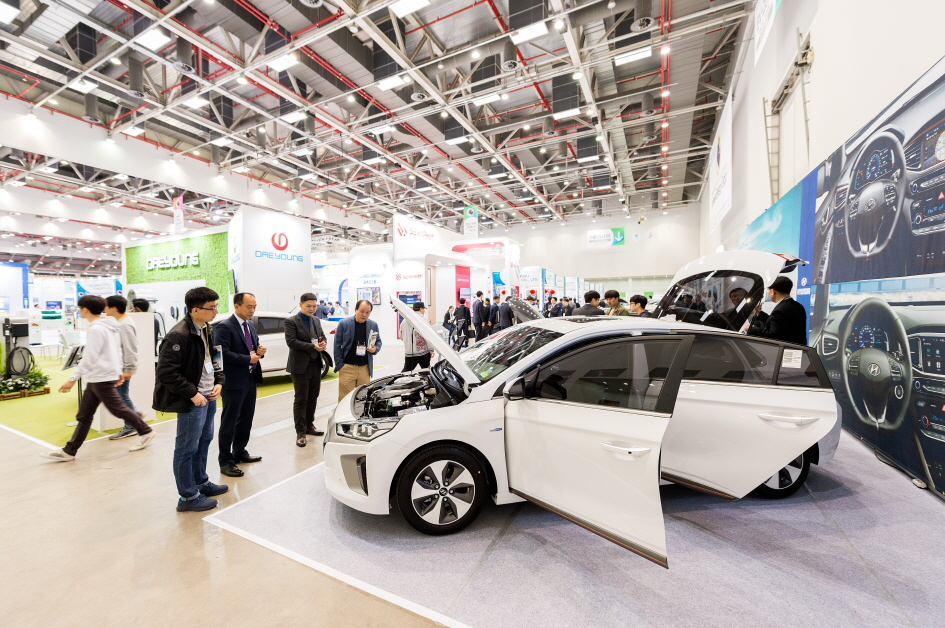
Green Energy Expo 2017

### Messen
Daegu ist regelmäßig Veranstaltungsort nationaler und internationaler Messen wie der Daegu International Future Auto Expo und der Green Energy Expo.

### Modeindustrie
Daegu ist ein Zentrum der koreanischen Modeindustrie und wirbt deshalb mit dem Slogan 'Daegu: Fashion City'. Die Stadt beherbergt mehrere Modeausstellungen wie die Daegu Fashion Fair. Im Stadtteil Bongmu-dong im Nordosten der Stadt entsteht mit der Esiapolis ein neuer Textilindustrie-Distrikt.

## Verkehr

### Schienenverkehr

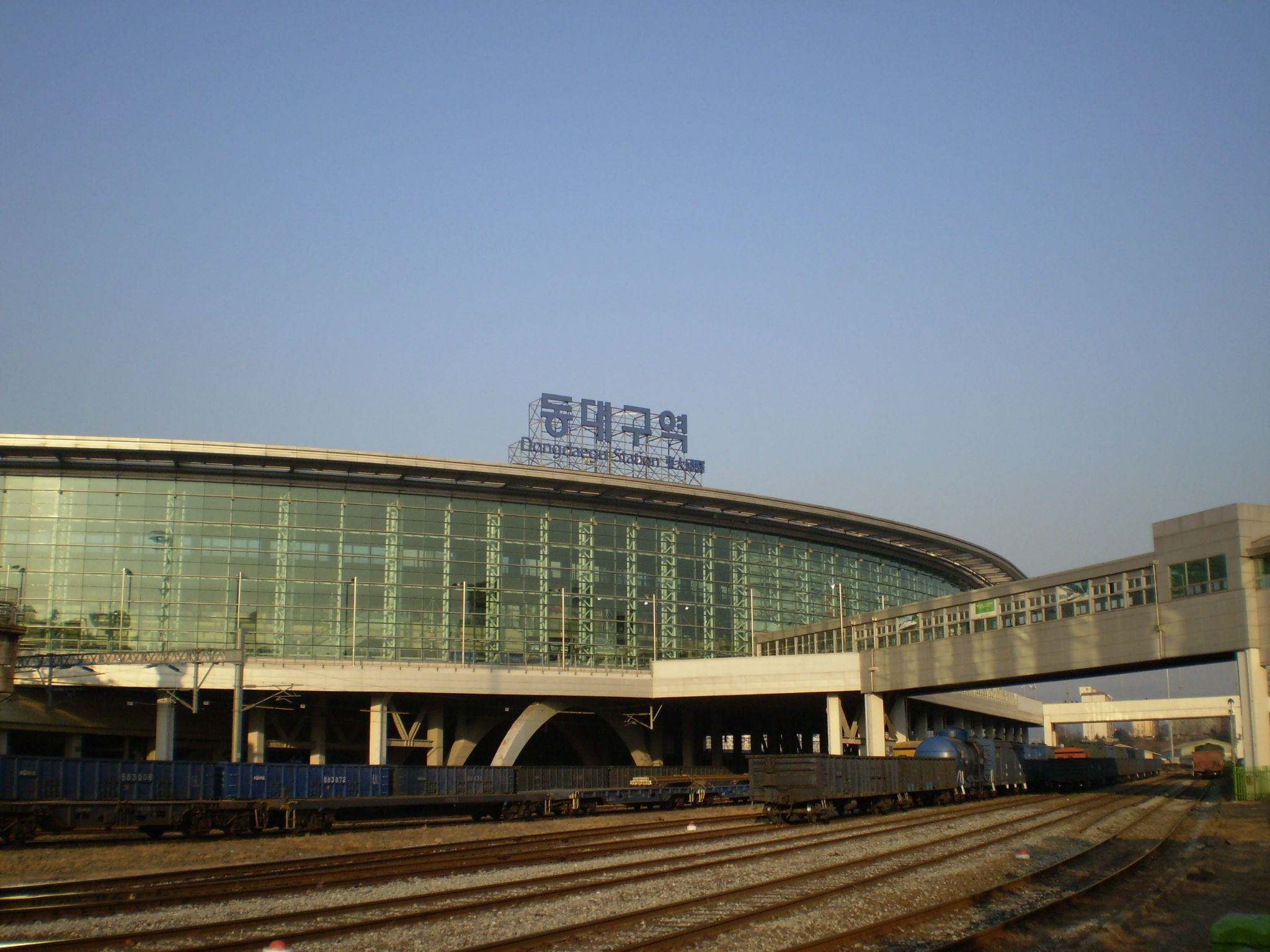
Dongdaegu Station

Daegu ist das Zentrum des koreanischen Inlandverkehrs. Die wichtigste Eisenbahnstrecke, die Gyeongbu Line, verläuft durch die Stadt. Der größte Bahnhof der Stadt, Dongdaegu Station, hat das zweithöchste Passagieraufkommen Südkoreas nach der Seoul Station. Der Bahnhof wurde 2004 nach umfangreichen Renovationsarbeiten wiedereröffnet und dient nun als Station für KTX-, Saemaeul- und Mugunghwa-Züge. Alle Zugarten außer dem KTX halten zudem an der Daegu Station in der Nähe des Stadtzentrums. Die Daegu Station hat das zehnthöchste Passagieraufkommen Südkoreas.

### Metro

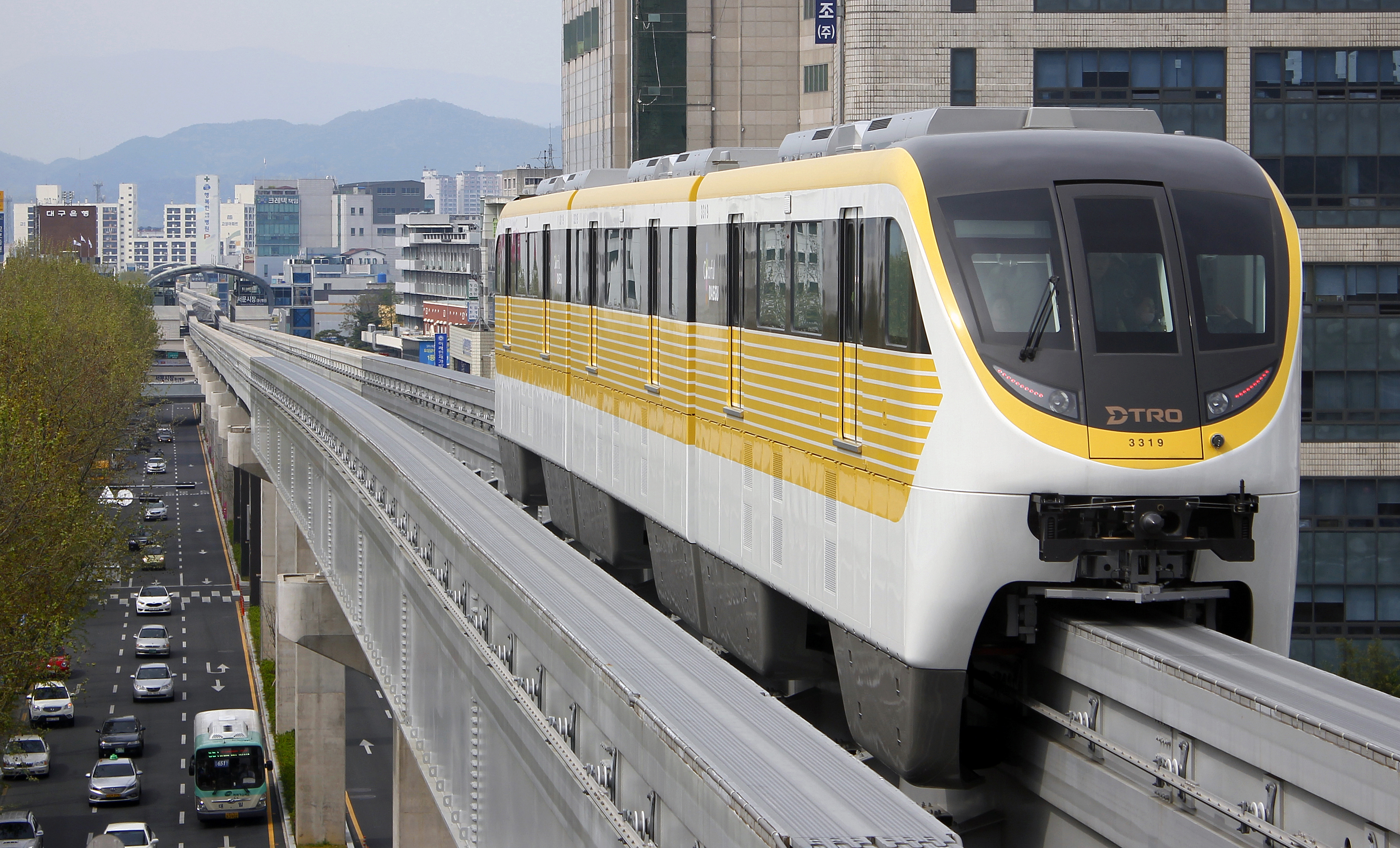
Daegu Metro Linie 3

Metronetz Daegus

Das Metronetz Daegus besteht aus drei Linien. Eine vierte Linie ist in Planung und soll als Ringlinie die anderen drei Linien verbinden.

### Straße
Es gibt in Daegu zwei Arten von Bussen: Die normalen Stadtbusse und Expressbusse, die schneller und teurer sind und weniger Haltestellen ansteuern.

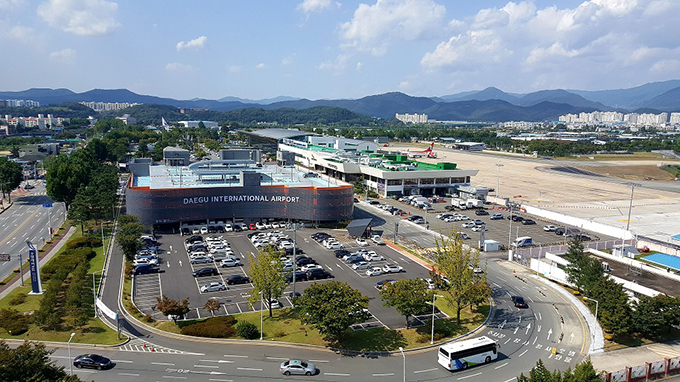
Daegu International Airport

### Luft
Daegu verfügt über einen internationalen Flughafen, den Daegu International Airport im Nordosten von Daegu. Internationale Ziele sind unter anderem Japan, China, mehrere Länder in Südostasien, und Wladiwostok in Russland.

## Bildung und Kultur
In Daegu ist die Katholische Universität von Daegu, das Nationalmuseum Daegu sowie das Kunstmuseum Daegu ansässig.
Die Stadt ist Sitz des römisch-katholischen Erzbistums Daegu, das aus dem 1911 errichteten Apostolischen Vikariat Taiku hervorging und 1962 zum Erzbistum erhoben wurde. Hauptkirche ist die Kyesan-Kathedrale „Unsere Liebe Frau von Lourdes“.

## Städtepartnerschaften
Daegu listet folgende Partnerstädte auf:
| Stadt            | Land                    | seit | Typ                |
| ---------------- | ----------------------- | ---- | ------------------ |
| Atlanta          | Vereinigte Staaten      | 1981 | Schwesterstadt     |
| Almaty           | Kasachstan              | 1990 | Schwesterstadt     |
| Chengdu          | Volksrepublik China     | 2015 | Schwesterstadt     |
| Đà Nẵng          | Vietnam                 | 2018 | Schwesterstadt     |
| Hiroshima        | Japan                   | 1997 | Schwesterstadt     |
| Mailand          | Italien                 | 2015 | Schwesterstadt     |
| Minas Gerais     | Brasilien               | 1994 | Schwesterstaat     |
| Ningbo           | Volksrepublik China     | 2013 | Schwesterstadt     |
| Plowdiw          | Bulgarien               | 2002 | Schwesterstadt     |
| Qingdao          | Volksrepublik China     | 1993 | Schwesterstadt     |
| Sankt Petersburg | Russland                | 1997 | Schwesterstadt     |
| Taipeh           | Republik China (Taiwan) | 2010 | Schwesterstadt     |
| Yangzhou         | Volksrepublik China     | 2003 | Städtefreundschaft |